# 悲しみの幻影
悲しみの幻影(かなしみのげんえい)は、携帯電話専用のオンラインゲーム。

## 概要
株式会社セガが運営・提供する携帯サイト、★ぷよぷよ！セガアプリのコンテンツの一つ。

## あらすじ
『地縛霊の救済』・・・それが主人公である死神の仕事。悲惨な過去に縛られた地縛霊を解放していく。

## 登場人物
死神
主人公。死神として地縛霊の記憶を取り戻し成仏させている。元人間だが、何らかの形で死亡し死神として現世を彷徨っている。生前の記憶が無く、死神になったのち人格を形成しているので、生前とは異なる性格になっている。
ユリ
何年もの間市内を放浪している浮遊霊だが、主人公と出会い奇妙な付き合いを始める。散歩が趣味で市内を彷徨い情報を集めているので、流行り物には詳しい。自我が不安定で口調がころころ変わるので、主人公によく突っ込まれている。
御月涼（みつきりょう）
生きている人間で、看護師として市内の病院に勤めている。性格は穏やかで、お淑やか。物怖じするタイプの普通の人間。彼女を一目見たときから、主人公にとって気になる存在となっている。

## 用語
死神
地縛霊